# Urbanus Joseph Kioko
Urbanus Joseph Kioko (* 13. Mai 1928 in Kilungu, Kenia; † 2. März 2008 in Nairobi, Kenia) war römisch-katholischer Bischof von Machakos bei Nairobi in Kenia.

## Leben
Urbanus Joseph Kioko studierte Theologie am Seminar von Kilimambogo in Kenia (1949–1953) und Philosophie am Kibosho Seminar in Tansania (1953–1955). Er war anschließend Lehrer am Kiserian Seminar in Tansania und von 1957 bis 1960 am Morogoro Seminar. 1960 wurde er zum Diakon geweiht, am 8. Januar 1961 empfing er die Priesterweihe. Danach war er in der Seelsorge tätig und wechselte 1966 als Apostolischer Vikar nach Machakos. 1967/1968 führten ihn weitere Studien nach Italien und England. 1969/1970 war er Regens des St.-Joseph-Priesterseminars in Mwingi.
1973 wurde er von Paul VI. zum zweiten Bischof des Bistums Machakos ernannt. Die Bischofsweihe spendete ihm am 7. Oktober 1973 der Erzbischof von Nairobi Maurice Michael Kardinal Otunga; Mitkonsekratoren waren der Erzbischof von Kitui William Dunne und der damalige Bischof von Nakuru und Amtsvorgänger Raphael S. Ndingi Mwana’a Nzeki.
Urbanus Joseph Kioko wird in der Kathedrale von Machakos bestattet.